# Albió
Albió es una localidad española del municipio de Llorac, perteneciente a la provincia de Tarragona, en la comunidad autónoma de Cataluña.

## Historia
A mediados del siglo XIX, el lugar, por entonces con ayuntamiento propio, tenía contabilizada una población de 47 habitantes. Aparece descrito en el primer volumen del Diccionario geográfico-estadístico-histórico de España y sus posesiones de Ultramar de Pascual Madoz de la siguiente manera:

ALBIO: l. con ayunt. de la prov. de Tarragona (8 leg.), part. jud. y adm. de rent. de Momtblanch (3/4), aud. terr. y c. g. de Barcelona, y dióc. de Vich (20 1/2): sit. al S. en medio de varios cerros, combatido de todos los vientos: su clima, aunque frio, es saludable: tiene 11 casas, y una igl. parr. servida por un cura párr., cuya plaza se provee por oposicion en concurso general. Confina el térm. por el E. á dist. de 1/2 cuarto de hora con el de Guardia dels Prats, y por el S. á 1/4 con el de Segura. El terreno es áspero, pedregoso, y muy escaso de aguas; sin embargo no corresponde mal á las labores: se cultivan 100 jornales de tierra, 20 de mediana calidad, y 80 de tercera. prod.: trigo centeno, cebada y avena. pobl.: 11 vec., 47 alm. cap. prod.: 782,500 rs. imp.: 38,095.
(Madoz, 1845, p. 330)

En 2023 la entidad singular de población de Albió, perteneciente al municipio de Llorac, tenía empadronados 37 habitantes.